# The Whole of the Law
The Whole of the Law deveti je studijski album britanskog ekstremnog metal sastava Anaal Nathrakh. Album je 28. listopada 2016. godine objavila diskografska kuća Metal Blade Records.

## O albumu
Naslovnica albuma preuzeta je sa slike Dante i Vergilije u paklu slikara Williama Bouguereaua.
Za pjesmu "We Will Fucking Kill You" bio je snimljen glazbeni spot.

## Popis pjesama
| 1.    | »The Nameless Dread«                             | 1:11 |
| 2.    | »Depravity Favours the Bold«                     | 3:07 |
| 3.    | »Hold Your Children Close and Pray for Oblivion« | 3:35 |
| 4.    | »We Will Fucking Kill You«                       | 3:54 |
| 5.    | »...So We Can Die Happy«                         | 4:05 |
| 6.    | »In Flagrante Delicto«                           | 3:38 |
| 7.    | »And You Will Beg for Our Secrets«               | 3:20 |
| 8.    | »Extravaganza!«                                  | 4:12 |
| 9.    | »On Being a Slave«                               | 5:39 |
| 10.   | »The Great Spectator«                            | 3:45 |
| 11.   | »Of Horror, and the Black Shawls«                | 5:41 |
| 42:07 |                                                  |      |

## Zasluge
| Anaal Nathrakh - Irrumator – bas-gitara, gitara, programiranje, produkcija, omot albuma, miksanje, mastering - V.I.T.R.I.O.L. – vokali | Dodatni glazbenici - Gore Tech – elektronika (na pjesmama 6 i 10) - G.Rash – gitara (na pjesmi 11) - Andrew Knudsen – dodatni vokali (na pjesmi 4) - CJ Rage – nepoznato - The Shid – dodatni vokali (na pjesmi 11) |